# CSA-Inox
iGastroNomic - CSA-Inox (früher bekannt als Karacasan) ist ein türkischer Hersteller von Großküchengeräten. Das Unternehmen wurde ursprünglich in Istanbul und Sinop, Türkei, gegründet und hat sich auf die Produktion von hochwertigen Geräten für die Gastronomie spezialisiert. Im Laufe der Zeit hat CSA-Inox seinen Hauptsitz nach Nackenheim, Deutschland, verlegt, um näher an seinen europäischen Kunden zu sein. Das Unternehmen zeichnet sich durch innovative Lösungen und zuverlässige Produkte aus, die den Anforderungen professioneller Küchen gerecht werden.

## Geschichte
Das 2010 gegründete Unternehmen hat sich zu einem bedeutenden Exporteur in der Hotelbranche entwickelt. Mit einer Produktionsfläche von rund 27.000 Quadratmetern und einem Produktportfolio von über 5.000 Artikeln beliefert das Unternehmen Kunden weltweit.

## Dienstleistungen
Neben der Herstellung von Standardprodukten bietet das Unternehmen auch maßgeschneiderte Produkte für Hotel- und Restaurantprojekte an. Seit 2024 verfügt CSA-Inox unter dem Markennamen iGastroNomic, Firmenname CESA Sogutma GmbH, über eine Europazentrale in Nackenheim, Deutschland. Von hier aus werden Kunden in Deutschland und international beliefert.